# 십자매
십자매(Society finch, 학명: Lonchura striata domestica 론쿠라 스트리아타 도메스티카[*])는 털색이나 울음소리가 아름답고 까다롭지 않으며, 건강하여 가정에서 많이 기르고 있는 사육조 중 가장 대중적인 새다. 날개 색깔은 암갈색, 배에서 허리는 흰색인 참새 정도 크기의 새이다.  십자매는 한자로 '十姉妹'라 쓰는데 이 새의 성질이 아주 온순하여 많은 새를 한 새장에 길러도 사이 좋게 지내서 이렇게 부른 것이다. 십자매는 새끼를 아주 잘 기른다. 그래서 다른 새의 가모로서 포란, 새끼키우기로 사용되고 있을 정도이다.

## 십자매 기르기

### 십자매 기르기 준비
먼저 창살 새장이나 철망 새장을 준비하는데, 조금 큰 듯한 편이 알을 낳고 새끼를 기르는 데 좋다. 횃대는 한 개나 두 개 정도 준비하여 한 개는 중앙보다 조금 낮게 단다.  둥지는 항아리 둥지가 좋다. 모이 상자와 물통은 타원형의 작은 것을 준비한다.  합성수지로 만든 것보다는 도자기 제품이 안전하다. 몸집이 작은 새끼가 물을 먹다가 빠지는 일이 없도록 물통에 반덮개를 달아 준다. 또 바닥에는 모래나 신문지를 깔아 준다.

### 십자매 모이 주기
십자매의 주식은 피, 조, 수수를 혼합한 배합사료로 새가게에서 팔고 있다. 이들 배합비율은 잉꼬와 마찬가지로 피 70%, 조 20%, 수수 10% 정도이다. 수수를 약간 소량으로 줄이고 그 분량만큼 카나리아시드를 넣는 경우도 있다. 겨울에나 번식기 전후에는 식용을 높여 주기 위해 배합사료에 카나리아시드를 1-2할 섞어 주면 원기있게 지낼 수 있다. 푸성귀는 4-5일에 한 번 주고, 굴 껍질도 새로운 것을 준비한다.

### 십자매 돌보기
매일 아침 똥 상태 등을 관찰하여 건강을 체크한다. 또 모이 상자, 물통, 푸성귀 넣어 주는 통을 청소하고 새 모이를 더 넣어 주는데 1주일에 한두 번 정도는 버리고 완전히 갈아 준다. 오래된 먹이는 체로 쳐서 껍질 같은 것은 버리고 햇볕에 말려, 새 모이와 같은 양으로 섞어서 준다. 물, 굴 껍질도 갈아 주는데 물은 매일, 굴 껍질은 1주일에 한두 번 정도 갈아 준다.  또한 하루 중 오전 중에 두 시간 정도 일광욕을 시키든가, 밝은 곳에 내 놓는다. 둥지에는 겨울에는 덮을 것을, 여름에는 모기를 막는 모기장이 달린 문을 만들어 준다.